# 7 (album de Beach House)
Pour les articles homonymes, voir Seven.
Albums de Beach House
Thank Your Lucky Stars
(2015) Once Twice Melody
(2022)
7 est le septième album studio du groupe de dream-pop Beach House. Il est sorti le 11 mai 2018 sous le label Sub Pop.

## Liste des pistes
Toutes les chansons sont écrites et composées par Beach House.
| 1.    | Dark Spring      | 3:24 |
| 2.    | Pay No Mind      | 3:24 |
| 3.    | Lemon Glow       | 4:04 |
| 4.    | L'Inconnue       | 4:24 |
| 5.    | Drunk in LA      | 4:00 |
| 6.    | Dive             | 4:24 |
| 7.    | Black Car        | 4:10 |
| 8.    | Lose Your Smile  | 4:08 |
| 9.    | Woo              | 4:14 |
| 10.   | Girl of the Year | 3:52 |
| 11.   | Last Ride        | 7:00 |
| 47:04 |                  |      |